# Perry Bhandal

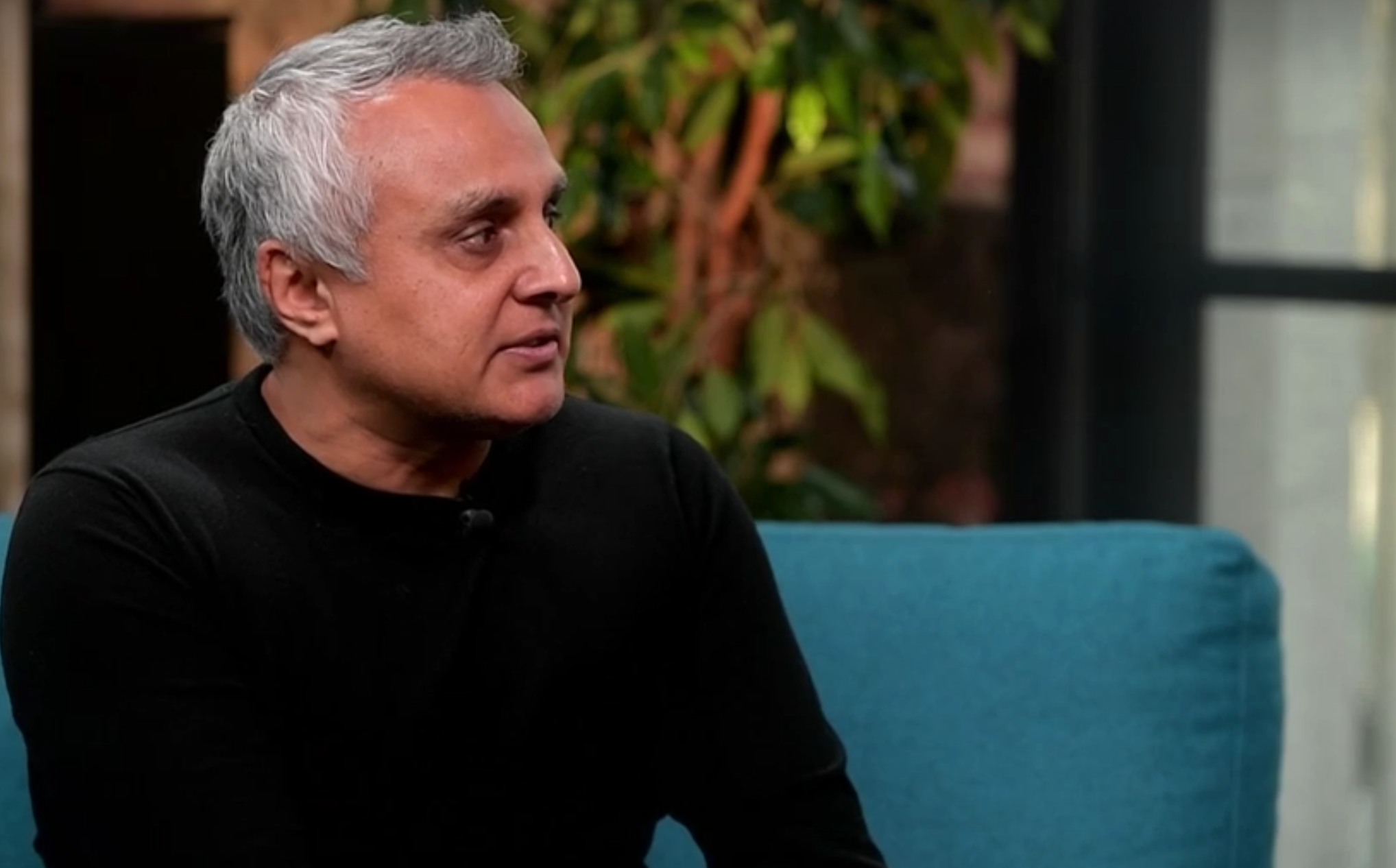
Perry Bhandal (2019)

Perry Bhandal (* 12. Januar 1968 in Slough, England) ist ein britischer Filmregisseur, Drehbuchautor und Filmproduzent. Seine beiden einzigen Spielfilme bisher sind Interview with a Hitman (2012), und The Last Boy (2019), beide mit Luke Goss.

## Leben
Bhandal wurde Slough in der Grafschaft Berkshire im Süden Englands geboren. Er machte einen Bachelor an der University of Manchester und zwei Masterabschlüsse in Film & Creative Writing an der University of Brunel in Middlesex. 1991, direkt im Anschluss an das Studium, setzte er seinen ersten Kurzfilm um. Er realisierte zudem einige Drehbücher und versuchte sich darin, Romane zu schreiben.
2009 entschied er sich, zum Filmgeschäft zurückzukehren. Im Mai 2009 gründete er seine Produktionsfirma Kirlian Pictures und begann, für sein erstes Spielfilmprojekt Penumbra zu werben. Wegen des hohen Budget forderten die Investoren einen erfahrenen Regisseur für das Projekt. Bhandal wollte den Film jedoch selbst machen und vertagte das Projekt.
Stattdessen produzierte Bhandal den Film Interview with a Hitman mit deutlich geringerem Budget. Der Film wurde im August 2011 in nur 18 Tagen in und um Newcastle upon Tyne, England und Bukarest, Rumänien gedreht. Die vergleichsweise kurze Drehzeit begründete sich u. a. darin, dass Hauptdarsteller Luke Goss nur drei Wochen zur Verfügung stand. Allerdings meinte Bhandal in einem Interview, dass dies auch seiner Arbeitsweise entspreche. Der Film wurde im Mai 2012 auf dem Filmmarkt in Cannes angeboten und danach weltweit vertrieben.
Nach "Interview" arbeitete Bhandal daran, den Film Penumbra umzusetzen, hat aber lt. seiner Webseite Kirlian Pictures mittlerweile mehrere andere Projekte in Arbeit.
Bhandal hat bislang zwei Bücher geschrieben:
_prelude (2018), eine Sammlung von Kurzgeschichten, und
The Winter Man (2020), ein Rache-Thriller.

## Filmografie
- 2012: Interview with a Hitman (Regie, Drehbuch, Executive Producer)
- 2019: The Last Boy (Regie, Drehbuch, Producer)